# Stop Whispering
"Stop Whispering" és un senzill de la banda britànica Radiohead que pertany a l'àlbum Pablo Honey i fou publicat l'any 1993.
La cançó fou composta en homenatge al grup Pixies, del qual tenen una influència important. És una de les cançons més velles que va compondre Radiohead, de fet, en aquell moment encara s'anomenaven On A Friday. El videoclip promocional fou dirigit per Jeffery Plansker.

## Llista de cançons
1. "Stop Whispering (US version)" - 4:11
2. "Creep (Acoustic)" - 4:19
3. "Pop Is Dead" - 2:12
4. "Inside My Head (Live)" - 2:58

La versió estatunidenca fou remesclada per Chris Sheldon incloent més instruments de corda i un tempo més lent que l'original.